# Lega Nazionale A 1943-1944 (hockey su ghiaccio)
La stagione 1943-1944 è stata la sesta del campionato svizzero di hockey su ghiaccio di LNA, e ha visto campione l'HC Davos.

## Classifica Finale
| Posizione | Squadra             | G | V | N | P | GF | GF | DR  | Punti | Osservazioni      |
| --------- | ------------------- | - | - | - | - | -- | -- | --- | ----- | ----------------- |
| 1         | Davos               | 6 | 6 | 0 | 0 | 47 | 8  | +39 | 12    | Campione svizzero |
| 2         | Zürcher SC          | 6 | 5 | 0 | 1 | 44 | 13 | +31 | 10    |                   |
| 3         | Montchoisi Lausanne | 6 | 3 | 1 | 2 | 23 | 17 | +6  | 7     |                   |
| 4         | Arosa               | 6 | 3 | 1 | 2 | 24 | 31 | -7  | 7     |                   |
| 5         | Grasshopper Zürich  | 6 | 1 | 1 | 4 | 14 | 34 | -20 | 3     |                   |
| 6         | Basilea Rotweiss    | 6 | 0 | 2 | 4 | 12 | 35 | -23 | 2     |                   |
| 7         | Berna               | 6 | 0 | 1 | 5 | 8  | 34 | -26 | 1     |                   |

## Verdetti
| Lega Nazionale A 1942-1943 | Lega Nazionale A 1942-1943  |
| -------------------------- | --------------------------- |
| Lega Nazionale A           | Davos Nessuna retrocessione |
| Serie A                    | Nessuna promozione          |